# ابرو (فلوریدا)
ابرو (به انگلیسی: Ebro) شهرکی در شهرستان واشنگتن ایالت فلوریدا است که در سال ۱۹۶۷ بنیان‌گذاری شده‌است. این شهرک طبق سرشماری سال ۲۰۱۰ میلادی، ۲۷۰ نفر جمعیت داشته و مساحت آن نیز ۸٫۳ کیلومتر مربع است.